# Paraspathius dindymus
Paraspathius dindymus är en stekelart som beskrevs av Nixon 1943. Paraspathius dindymus ingår i släktet Paraspathius och familjen bracksteklar. Inga underarter finns listade i Catalogue of Life.